# Lawrence Jackson
Lawrence Jackson es un jugador de baloncesto profesional estadounidense.

## Trayectoria

### Clubes
| Club              | País      | Año             |
| ----------------- | --------- | --------------- |
| Hispano Americano | Argentina | 2018 - 2019     |
| Club Del Progreso | Argentina | 2019 - Presente |